# 無敵猛鯊
《無敵猛鯊》（英語：Super Shark）是一部2011年美國科幻恐怖片，由佛瑞德·歐勒·雷執導、監製和編劇。該片2011年12月8日在英國上映，2012年2月7日在美國發行了DVD。

## 劇情
故事敘述原本平靜的美國，在海上及空中竟出現了變種巨鯊，其強大的力量就連精銳美軍都難以招架....

## 演員
- 莎拉·萊明（Sarah Lieving）飾演Kat Carmichael
- 約翰·施奈德飾演Roger Wade
- 提姆·艾勃（Tim Abell）飾演船長Chuck
- 瑞克·克拉默（Rick Cramer）飾演Caldwell上校
- 崔許·庫克（Trish Cook）飾演船長Marshall
- 約翰·L·柯提斯（John L. Curtis）飾演Brody
- 吉米·沃克飾演Dynamite Stevens
- 凱瑟琳·安妮特（Catherine Annette）飾演Jill
- 席德·懷德（Syd Wilder）飾演Tammy
- 哈莫尼·布洛森（Harmony Blossom）飾演比基尼選手
- 莎拉·貝爾格（Sarah Belger）飾演比基尼選手
- 凱莉·納許飾演比基尼選手
- 艾瑞卡·杜克（Erica Duke）飾演比基尼選手
- 莎拉·哈里森（Sarah Harrison）飾演比基尼選手

## 評價
爛番茄的觀眾新鮮度僅29%，專業影評人不足而沒有新鮮度顯示。在IMDB上，電影僅獲得2.5/10星。電影監製和影評人詹姆斯·羅弗給了本片負評，將本片列於「前40名低劣鯊魚電影」的排名中。

## 外部連結
- 互联网电影数据库（IMDb）上《無敵猛鯊》的资料（英文）
- Super Shark （页面存档备份，存于）於爛番茄上